# Olof von Dalin

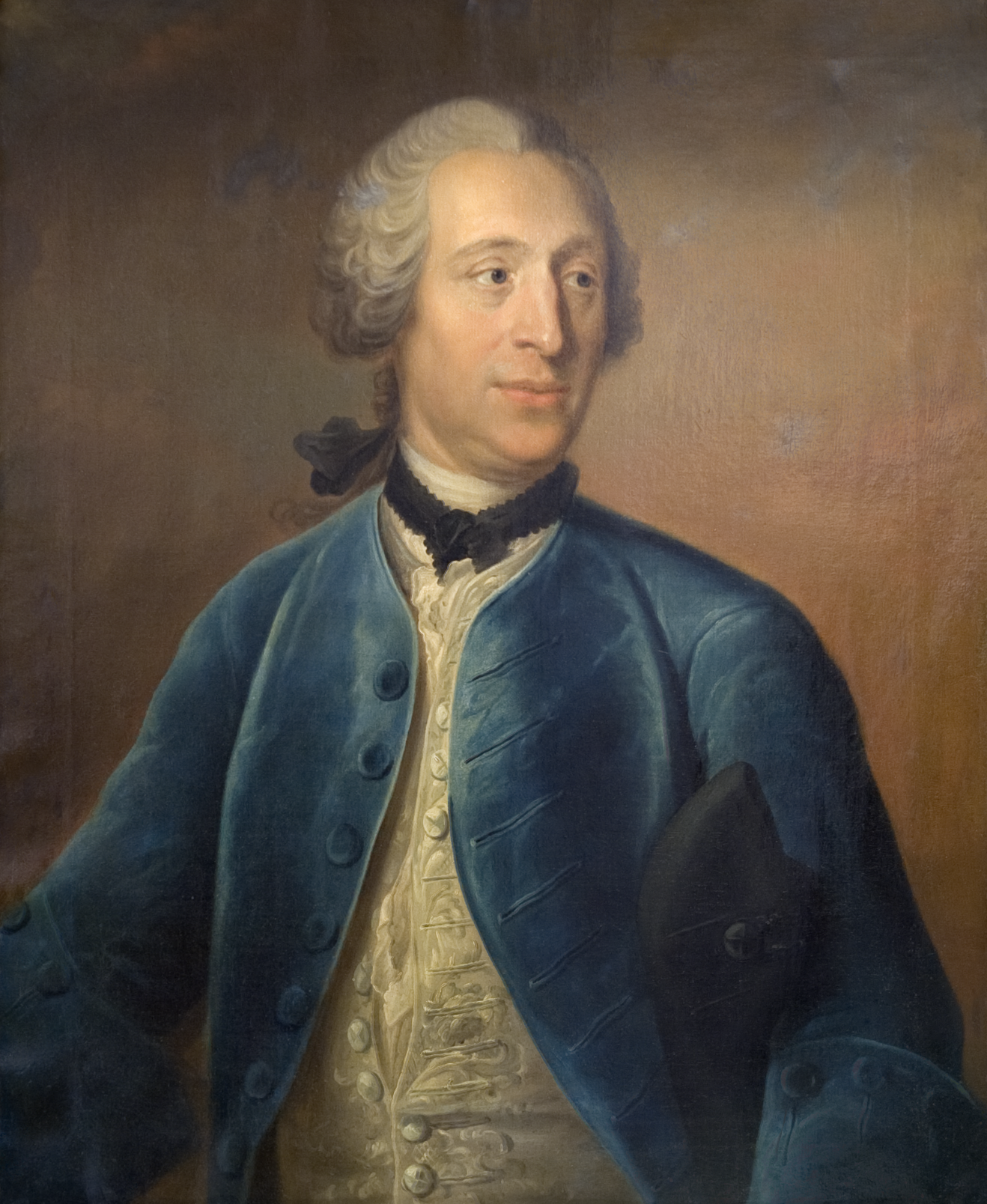
Olof von Dalin, Gemälde von Johan Henrik Scheffel (1690–1781)

Olof von Dalin, vor der Nobilitierung Olof Dahlin, (* 29. August 1708 in Vinberg (Halland); † 12. August 1763 auf Drottningholm) war ein schwedischer Dichter, Schriftsteller, Satiriker und Historiker. Er läutete mit Gründung der Zeitschrift Then Swänska Argus, die in lautlicher und morphologischer Hinsicht in der schwedischen Literatur jener Zeit maßgebend war, die Periode der neuschwedischen Sprache ein. Er wird zu den bedeutendsten Vertretern der schwedischen Aufklärung gerechnet. Seine enorme Produktivität bestand aus etwa 2500 Werken, die die meisten literarischen Genres umfassten. In dem vierbändigen Werk Die Geschichte des Schwedischen Reiches (schwedisch Svea Rikes Historia, 1747–62) behandelte er die schwedische Geschichte vom Altertum bis zur Zeit Karl IX.

## Leben
Dalin wurde 1708 auf dem Pfarrhof Vinberg unweit von Falkenberg geboren. Seine Eltern, Jonas Dalin und Margareta Birgitta Auseen, stammten aus Priesterfamilien. Im Alter von zwei Jahren starb sein Vater. Seine Mutter heiratete Severin Böckman, der zuvor Tätigkeiten als Adjunkt ausführte und nun Gemeindepfarrer wurde. Obwohl die Familie nicht wohlhabend war, erhielt Dalin eine gute Ausbildung. Zuerst wurde er von seinen Eltern unterrichtet, später von einem Hauslehrer. Schon im Alter von 13 Jahren schrieb sich Dalin an der Universität Lund ein und studierte dort sechs Jahre. Zuerst wandte er sich dem Fach Medizin zu. Sein späteres Interesse lag aber dann, unter anderem inspiriert durch den Philosophieprofessor Andreas Rydelius, auf den Gebieten der Philosophie, Geschichte und Literatur.
Nach Abschluss der Universität wurde Dalin 1727 als Hauslehrer bei der Adelsfamilie Rålamb in Stockholm angestellt. Dort kam er mit führenden hauptstädtischen Kreisen aus Politik und Kultur in Kontakt. Sein Witz und seine literarischen Talente wurden dadurch bekannt. Dalin quittierte den Privatlehrerdienst, wurde 1731 Kanzlist im Reichsarchiv und 1732 im Kanzleikollegium. Einen Teil seiner Freizeit verbrachte er mit Geschichtsforschungen.

### Then Swänska Argus

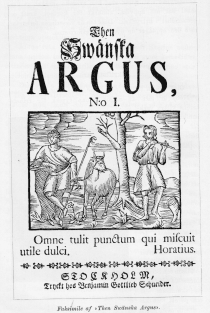
Titelblatt der 1. Ausgabe der Zeitschrift Then Swänska Argus

Im Dezember 1732 veröffentlichte der Buchdrucker B. Schneider die erste anonyme Ausgabe von Dalins satirischer Wochenzeitschrift Then Swänska Argus. Vorbilder des Argus waren Richard Steeles und Joseph Addisons englische Zeitschriften, insbesondere The Spectator. Der Argus verwendete übersetztes Material aus dem Spectator und kopierte die Artikel des holländisch-französischen Le Misantrope. Daraus stammten einige typische Figuren wie der Soldat Hiertskott, der Hofmann Ehrenmenuet und andere. Neu war, dass man Geschichten über gewöhnliche Leute auf Schwedisch lesen konnte, die alltägliche Probleme behandelten und die die Umgangssprache verwendeten – politische Satire in Fabelform.
Im März 1733 wurde die Zeitschrift trotz aller Vorsichtsmaßnahmen aufgrund gewisser Angriffe gegen Religion, Staat und Moral verboten. Das Verbot der von Königin Ulrika Eleonora geschätzten Zeitschrift wurde bereits vier Tage später vom Kanzleipräsidenten Arvid Horn wieder aufgehoben, möglicherweise durch die Intervention des Hofes. 
Große Neugierde herrschte in der Frage über die Namen der Verfasser. Eine Vermutung war, dass das Wort „Argus“ ein Akrostichon mit den Anfangsbuchstaben der Mitarbeiternamen sei. Erst 1735 wurde allgemein bekannt, dass Dalin mit dem allgemein bewunderten Autor identisch war. In dieser Zeit wurde er dem Königspaar vorgestellt, das ihn mit kostbaren Geschenken belohnte. 1737 wurde Dalin dank des königlichen Wohlwollens und auf Empfehlung des Ständereichstages zum Königlichen Bibliothekar ernannt.

### 1730er Jahre
Von den in den 1730er Jahren entstanden Werken Dalins sind insbesondere der Minnesang auf Conrad Ribbing, das Carl Gustaf Tessin, in seiner Eigenschaft als Landmarschall des Reichstages von 1738, unter dem Titel Tankar över oväldigheten gewidmete Gedicht sowie die durch Boileau beeinflusste Satire Aprilverk om vår härliga tid von 1737 hervorzuheben. Daneben schrieb er lyrische Weisen und einige pastorale Gedichte mit satirischen oder erotischen Andeutungen. Dalin übernahm die Ansprache für das 1737 neu eröffnete Königlich Schwedische Schauspielhaus (schwedisch: Kungliga svenska skådeplatsen). Er verfasste für diese Bühne die Prosakomödie Den avundsjuke (Der Eifersüchtige, 1738). Im selben Jahr schrieb er das in Alexandrinern verfasste Trauerspiel Brynilda, Schwedens erste bedeutende Tragödie im französisch-klassizistischen Stil. Das Thema stammt aus altnordischen und altdeutschen Sagen über Siegfried den Drachentöter, umgearbeitet nach der französischen Tragödie. Das Stück ähnelt Jean Racines Andromaque, das schon 1723 in schwedischer Übersetzung existierte. Dalin begann später das Trauerspiel Cato zu schreiben, dessen Stil wahrscheinlich auf den Einfluss François Voltaires deutet. Es blieb unvollendet. 
Er verfasste auch Prosa. Sein Werk Tankar över kritiken (Gedanken über die Kritik) stellt eine Verteidigung der ehrlichen Satire dar. In der Prosasatire Arngrim Bersärks förträffeliga tankar om ett fynd i jorden und Brevväxlingen mellan Ragvald Pik och herr Silfverspasserklinga griff Dalin Rudbecks pedantische archäologische Forschungen und seine snobistische Sprachverfälschung an.
Dalin war außerdem eines der ersten gewählten Mitglieder der Königlich Schwedischen Akademie der Wissenschaften.

### Reise nach Paris 1739
1739 begab sich Dalin zusammen mit seinem früheren Schüler Hans Gustaf Rålamb auf eine Reise ins Ausland. Sie führte über Dänemark, Hamburg und die Niederlande nach Paris, wo er ein halbes Jahr blieb. Carl Gustaf Tessin, der in der französischen Hauptstadt schwedischer Botschafter war, stellte Dalin in der Pariser Gesellschaft vor. Insbesondere der Historiker Charles Rollin, den er dort kennenlernte, übte Einfluss auf seine spätere Tätigkeit aus. Während der Pariser Zeit wurde er in einen philosophischen Diskurs mit dem Freiherren Carl Gustaf Cederhielm verwickelt und tauschte mit ihm mittels Alexandrinern Streitschriften aus.

### Das Pferd
Nach seiner Rückkehr in die Heimat im Sommer 1740 setzte Dalin seine Arbeit als Schriftsteller fort. Es war zu spüren, dass er von der zeitgenössischen französischen Poesie beeinflusst worden war, von Voltaires Dichtung und vor allem von der politisch satirischen Lautpoesie. Zu diesen Werken zählt die politisch historische Fabel Das Pferd, eine Allegorie auf das Schicksal Schwedens unter der Kalmarer Union. Schweden wird durch die Gestalt des Pferdes Grålle verkörpert, dessen unterschiedliche Reiter die schwedischen Könige bezeichnen. Die Fabel, beeinflusst durch Jonathan Swifts A Tale of a Tub, wurde Vorbild für viele ähnliche politische Prosagedichte.

### Der politische Dalin
Dalin, der früher den Hattarne (den „Hüten“), der jungen Partei der schwedischen Aristokratie, nahestand und für die Politik Karl XII. eintrat, war 1740 nach seiner Rückkehr aus dem Ausland eine Persona non grata bei der kriegslüsternen Hut-Partei. Er war nunmehr neutral oder fühlte sich eher zu den Mössorna (den „Mützen“) hingezogen, die den Gegenpol zu den „Hüten“ darstellte. Seine Zeitgedichte, die während des Russisch-Schwedischen Krieges, der von der Hut-Partei provoziert worden war, entstanden, sind alles andere als der Hut-Partei freundlich gesinnt. Mehrere kleine satirisch-politische Poeme über die Thronfolgewahlen, die Dalarnaunruhen 1743 und Parteistreitigkeiten offenbaren einen Einfluss von französischen Chanson- und Epigrammgedichten. Das schon 1738 entstandene Kampflied mit dem Refrain „aber der Hut ist gekrönt mit Lorbeer, Sieg und Ruhm“, erschien erst nach dem Ende des Krieges, der mit einer Niederlage Schwedens endete, und erlangte durch die ironische Anspielung auf die Partei der „Hüte“ Bedeutung.
Ein weiteres Zeitgedicht war das bemerkenswerte Svenska friheten (Schwedische Freiheiten, 1742). Es behandelte die Ideale der Freiheit und kritisiert die Parteispaltung. Das Gedicht war für Dalins Zukunft die bedeutendste Dichtung und erlangte im Gegensatz zur früheren Lyrik nationale Tragweite. Das Epos zeigt Einflüsse von James Thomson, Voltaire (Die Henriade) und auch von Fénelon und Milton.
Ausgangspunkt ist der Tod der Königin Ulrika Eleonore (1741). Das Gedicht wird mit einer allegorischen Schilderung der Freiheit eingeleitet, die Schutz bei Ulrika sucht und über ihr in Schweden durchlebtes Schicksal berichtet. Daraufhin träumt Ulrika vom Unheil der Uneinigkeit. Mit diesem Werk, das der Ritterschaft und Aristokratie gewidmet war, hoffte Dalin geadelt zu werden. Stattdessen schlug der Geheime Ausschuss des schwedischen Reichstages vor, Dalin den Auftrag über ein Werk zur schwedischen Geschichte zu erteilen. 
Daneben schuf Dalin weitere lyrische und kleinpoetische Werke wie Ängsövisan, Vårvisa, Skatan sitter på kyrkotorn und andere. Während Svenska friheten und die Tragödie Brynilda vornehmlich von der gehobenen Gesellschaft geschätzt wurden, hatten seine leichten Weisen Erfolg beim einfachen Volk.

### Die Geschichte des Schwedischen Reiches
Mitte der 1740er Jahre war Dalins Entwicklung zum Verfasser von Belletristik im Wesentlichen abgeschlossen. Er widmete sich nun dem Schreiben der Geschichte des Schwedischen Reiches (Svea Rikes historia). Der erste Teil entstand 1747, der zweite 1750 und der dritte 1760 bis 1761. Das Werk schilderte die Entwicklung des Reiches von der Vorzeit, über das Mittelalter bis zur Zeit Gustav Vasas und seiner Söhne. Manchmal prägten nationale Vorurteile seine Schilderungen. Seine Geschichtsschreibung ist, im Gegensatz zu der von Sven Lagerbring, stark adelsfreundlich. Der Historiker Anders af Botin behauptete, dass Dalin ausreichende Kenntnisse der juristischen und steuerlichen Elemente der Geschichte fehlten und kritisierte ihn daher scharf.

### Dalin und der Hof

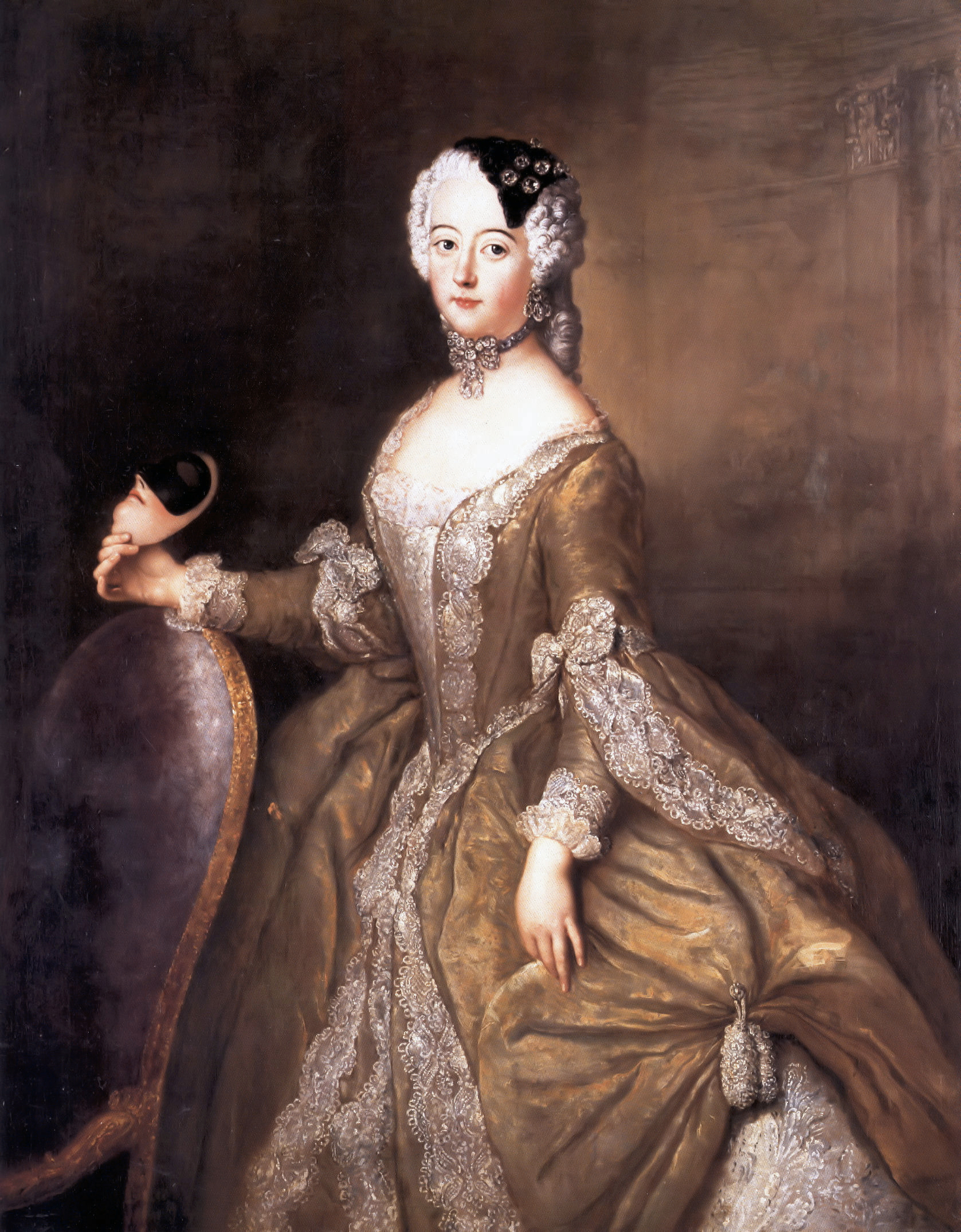
Luise Ulrike von Preußen

1750 kam Dalin in direkten Kontakt mit dem Hof, als Carl Gustaf Tessin ihn als Lehrer des Kronprinzen Gustav anstellte. Nachdem er die Vorurteile der Königin Luise Ulrike gegen seine Person überwunden hatte, wurde er ihr ergebener Diener, ein beliebter Lehrer für ihren Sohn, Sekretär ihrer Königlich Schwedischen Gelehrsamkeits-, Geschichts- und Antiquitätenakademie und Gesellschaftdichter sowie Unterhaltungsminister an ihrem Hof. 1751 wurde Dalin geadelt, 1753 zum Kanzleirat und 1755 zum Reichshistoriker ernannt.
In einem Pastoral, mit dem er 1752 die Rückkehr des Königs aus Finnland feierte, kamen mehrere Anspielungen auf die allzu große Macht der Stände vor. In den sogenannten „Kalottpredikningar“ verspottete er hochrangige Mitglieder des Priesterstandes in Wort, Gesten und Stimme scharf. 
Hinzu kam, dass Dalin 1755 vom Hof in Anspruch genommen wurde, um mit dem französischen Schriftsteller Louis Joseph Plumard de Dangeul, der in Verbindung mit dem französischen Hof stand, über nichts Geringeres als den Machtausbau des schwedischen Königs zu verhandeln und dem König mit dem Verfassen von einigen spezifischen schriftlichen Stellungnahmen im Rat zu helfen. Die Verhandlungen mit Dangeul wurden einigen Machthabern bekannt, darunter Anders Johan von Höpken, und 
Dalin musste um sein Leben fürchten. 1756 wurde er vor Gericht gestellt, allerdings nur für das Pastoral, die „Kalottpredikningar“ und seine Weigerung, die vom Kanzleikollegium geforderten Änderungen an der Neuauflage des Schauspiels Svenska friheten vorzunehmen. Die Folge war, dass Dalin verbannt und ihm gerichtlich untersagt wurde, sich den Orten, an denen sich die königliche Familie aufhielt zu nähern. Er erhielt außerdem eine Geldstrafe für die „Kalottpredikningar“. Ihm blieben durch die Verbannung nur wenige offen stehende Zufluchtsorte. In seiner Freizeit setzte er die Arbeiten an seinen historischen Arbeiten fort. 1761 wurde die Verbannung aufgehoben und er wurde wieder Mitglied der Hofkreise. Im März 1763 wurde er zum Hofkanzler ernannt.
Über seinem Grab auf dem Friedhof Lovö ließ die Königin eine Gedenktafel anbringen.

## Dalins Erbe
Dalin besitzt als einer der ersten Repräsentanten der Aufklärungszeit eine große Bedeutung für Schwedens Wissenschaftsgeschichte. Er ist Vertreter der damaligen moral-satirischen Prosaliteratur, der französisch-klassizistischen Strömung in Drama und Epik sowie der leichten rokoko-gefärbten Gesellschaftsdichtung und Lyrik. In allen Bereichen war er ein Pionier und öffentlicher Erzieher. Er war im Vergleich zu ausländischen Größen kein Feingeist oder eine grandiose Persönlichkeit, aber es ist sicher, dass Dalin einer der führenden kulturellen Persönlichkeiten Schwedens ist. Nur wenige schwedische Schriftsteller haben ein größeres Werk umgesetzt als er. Viele gustavianische Schriftsteller folgten seinem Beispiel und selbst Carl Michael Bellman sah in ihm seinen schwedischen Lehrvater. Als Einzelpersönlichkeit hatte Dalin zweifellos Schwächen und sein Charakter scheint kraftlos zu sein. Ihm wurden Undankbarkeit und Unentschlossenheit unterstellt.

## Ehrungen
1764 hielt Olof Celsius der Jüngere in der Akademie der Wissenschaften eine Gedenkrede über Dalin und 1769 wurde von der Akademie ihm zu Ehren eine Medaille geprägt. Die Svenska Akademien widmete ihm 1798 eine Gedenkmedaille.

## Werke
- 1732–1734: Then Swänska Argus
- 1738: Brynilda
- 1738: Den afwundsiuke
- 1740: Das Pferd (schwedisch Sagan om hästen, eingeschränkte Vorschau in der Google-Buchsuche, ISBN 9781173252984)
- 1742: Swenska friheten
- 1747–1762: Geschichte des Reiches Schweden (schwedisch Svea rikes historia, Teil 1–4, eingeschränkte Vorschau in der Google-Buchsuche, ISBN 9781144515841)
- 1767: Witterhets-Arbeten (Teil 1–6, posthum, ISBN 9781286100028)